# Leopoldo Valiñas Coalla
Leopoldo Valiñas Coalla (Ciutat de Mèxic, 27 de febrer de 1955 - 15 de gener de 2022) va ser un lingüista, investigador i acadèmic mexicà especialitzat en llengües indígenes.

## Estudis
Va estudiar la llicenciatura i mestratge en Lingüística a l'Escola Nacional d'Antropologia i Història (ENAH). Va fer estudis de mestratge i doctorat a la Universitat de Chicago i en El Col·legi de Mèxic. Va impartir classes a l'Escola Nacional d'Antropologia i Història i en el postgrau d'Estudis Mesoamericanos de la Facultat de Filosofia i Lletres de la Universitat Nacional Autònoma de Mèxic (UNAM).

## Investigador i acadèmic
Fou investigador de l'Institut de Recerques Antropològiques de la Universitat Nacional Autònoma de Mèxic, especialitzant-se en Fonologia, lingüística històrica de llengües utoasteques, particularment de l'idioma náhuatl, idioma mixe de Tlahuitoltepec, idioma zoque de Chiapas i idioma tarahumara. Va ser triat membre de nombre de l'Acadèmia Mexicana de la Llengua l'11 de febrer de 2010 per ocupar la cadira XXIII. Fou membre de la Comissió de Lexicografia de la institució i va col·laborar en la revisió i esmenes del Diccionari de mexicanismos publicat al setembre de 2010. Coautor de l'obra Se tosaasaanil, se tosaasaanil: adivinanzas nahuas de ayer y hoy, publicada en 1992.